# 八塚浩
八塚 浩（やつづか ひろし、1958年10月16日 - ）は、フリーアナウンサー、圭三プロダクション所属。

## 来歴
千葉県出身。立教大学法学部出身。在学中は高畠通敏ゼミでものの見方や書き方、しゃべり方の切り口を教わる一方、アルバイトでお笑いのコントの台本を書いていたことがあったという。
「書く仕事」を志して新聞社主催のセミナーに参加した際、面接官の一人から「キミ、面白いね」と放送局への道を薦められたのを機にアナウンス学校に通い始め、同大学卒業後の1982年4月、ラジオ福島に入社。局アナウンサーとしてデビュー。文化放送制作『青春キャンパス』の「ラジオ福島キャンパスリーダー」として出演していた当時は『八塚浩を見守る会』というファンクラブのような団体が存在したこともあった。この他『それいけAM!AM!こちら下荒子8番地』月曜日パーソナリティ（1988年3月まで）などを担当。この当時は『シティ情報ふくしま』に『ヤッチン放談』というコラムを連載していた。
「30歳を前に勝負したい」「スポーツ全般の実況をやりたい」との気持ちから1988年にラジオ福島を退社してフリーに転向。関東の独立UHF放送局からのオファーを多く受けてスポーツ番組を多く手がける。フリー転向後最初のナレーションの仕事はNHK総合テレビのスポーツ番組でのナレーションで、これはフリー転向以来ずっと続いている仕事の一つとなっている。
1991年、WOWOWのスーパーサッカー・セリエAのオーディションに受かったのが大きな転機となり、プロサッカー実況のキャリアをスタート。当時は日本における海外サッカー中継の黎明期であり、情報収集もままならない中、スタッフやコメンテーターの富樫洋一と手探りで番組を作り上げた。さらに、1994年にスポーツ・アイ（現・JSPORTS）でUEFAチャンピオンズリーグ中継を手がけることになり、杉山茂樹と共に番組を担当。相前後して日本でもJリーグがスタートしたこともあり、以降はサッカー中継の実況担当に仕事の軸を置いている。
FIFAワールドカップでは、2002年の日韓大会では韓国で開幕戦や準決勝戦など9試合を実況した。当時の韓国の大声援は南アフリカ大会でのブブゼラより騒がしいものだったという。2006年のドイツ大会では準決勝2試合などを現地で実況した。2010年の南アフリカ大会では決勝戦のスカパー!中継での実況を担当している。
また、サッカー以外にも格闘技中継やスポーツバラエティ番組の実況を行うこともある。2006年にはフジテレビ『海筋肉王』の実況も担当した。

## 人物
生まれも育ちも千葉県であるが、父親（郵政省に務めた国家公務員だったという）が愛媛県今治市出身で本籍地を愛媛から動かさなかったこともあり、出身地に「愛媛」と書いていた時期もあったという。
小さい頃からスポーツ全般に興味があり、少年野球のクラブチームに所属しており、ポジションは遊撃手だったという。ただし、取り立てて何かに打ち込んでいたわけではなく、小学校の頃になりたかった職業は「ない」とのこと。
ニックネームは「鉄人」。連日膨大な仕事量をこなすことからその名がついた。実況試合数はピーク時には年間300試合以上（当時、土曜昼のJリーグ中継後、同日深夜に海外サッカー2試合、日曜朝にグリーンチャンネルで競馬番組の司会、同日深夜再び海外サッカーの実況を担当するなど殺人的なスケジュールをこなしていた）、2009年現在でも200試合程度は実況しているだろうと語る。2010年もスカパー!でのFIFAワールドカップ決勝戦の実況を南アフリカ共和国で行い、帰国後すぐに千葉テレビ放送での全国高等学校野球選手権千葉大会中継の実況を行っている。
Jリーグ開幕前からサッカー実況を担当していたこともあって、過去の映像を見ながら実況・解説を当て直して放送する企画を担当することが多い。2010 FIFAワールドカップ前にスカパー!で放送された、過去のFIFAワールドカップのサッカー日本代表の試合や、コスミック出版のDVD付きムック「J League Legend サポーターが選んだ名勝負」など。セリエAは1991年から、UEFACLは1994年から実況している。
またテレビゲームソフト「Jリーグプロサッカークラブをつくろう!」（サカつく）の実況、サッカー雑誌「サッカーズ」（フロムワン）、「週刊サッカーダイジェスト」のコラム執筆も担当している。意外なところでは、かつてガッツ石松が制作した映画「カンバック」に実況アナウンサー役としての出演歴がある。
2014年7月19日に行われたJ1第15節・柏レイソルvsベガルタ仙台（日立柏サッカー場）の中継を担当したが、試合開始直前に雷雨のためキックオフが急遽1時間遅れとなった。こういうケースでは通常キックオフ前までの間の中継映像はスタジアム映像にテロップ表示のみとなることが多いが、八塚は自ら提案して解説の玉乃淳と「即席トークショー」を行い、1時間その場をつないだという。

## 出演
- Jリーグ中継（スカパー!、J SPORTS、DAZN）
- UEFAチャンピオンズリーグ中継（スカパー!、J SPORTS）
- プレミアリーグ中継（J SPORTS、DAZN）
- セリエA中継（WOWOW、スカパー!、DAZN）
  - ACミラン・チャンネル（TwellV）
- 俺に言わせい! サッカーおやじ会（スカパー!、不定期放送）
- ニュースウオッチ9（NHK総合、主にスポーツニュースのナレーション）
- 住信SBIネット銀行（野球中継を模したCM。実況アナウンサー役で声のみ出演）
- 巌流島 (格闘技団体)中継（スカパー!、CSフジテレビ）
- 大相撲・幕内の全取組 （NHK BS1・NHK総合、紹介ナレーション（不定期））

### 過去の出演番組
- 大井競馬中継（テレビ神奈川）
- 高校野球ダイジェスト（千葉テレビ）
- Bizスポ（NHK総合）
- プロレスリングZERO-ONE(スカイパーフェクTV

### 注記
1. ↑  「法律を学びたい」という理由で法学部を目指し、大学の雰囲気の良さで立教大学を選んだという[2]。
2. ↑  当時、ラジオ福島が自社で手がけていたスポーツ番組としては「福島競馬実況中継」程度しかなかった[3]。

## 参考資料
- 土屋雅史 (2020年3月29日). “『Foot!』Five Stories〜八塚浩(前編)〜（2017年4月5日掲載）”.  J SPORTS. 2020年3月29日閲覧。
- 土屋雅史 (2020年3月30日). “『Foot!』Five Stories〜八塚浩(後編)〜（2017年4月6日掲載）”.  J SPORTS. 2020年3月30日閲覧。